# Quintus Petillius Cerialis
Quintus Petillius Cerialis Caesius Rufus (v. 30- v. 83), et que Tacite appelle surtout Cerialis Petilius (ou simplement Cerealis), est sénateur romain et chef de guerre dans la seconde moitié du Ier siècle de notre ère.

## Biographie
Son nom complet suggère qu'il était issu de la famille Caesii, peut-être originaire d'Ombrie, et fut adopté par la famille de Petillii. Petillius Cérialis était lié à la famille impériale des Flaviens. Il a été émis l'hypothèse qu'il aurait été le mari de Flavia Domitilla la Jeune,, la fille de Vespasien décédée avant le 1er juillet 69, qui avait dix ans de moins que lui. Ils eurent deux fils, Caius Petilius Firmo, officier de la Legio III Flavia Felix, et Quintus Petilius Rufo[réf. souhaitée], consul en 83.
Il occupa son premier poste important en tant que légat de la Legio IX Hispana dans la province de Bretagne (située sur l'île appelée aujourd'hui Grande-Bretagne) sous les ordres du gouverneur Caius Suetonius Paulinus. En 60/61, en se dirigeant vers Camulodunum avec la Legio IX, Cérialis subit une sévère défaite face aux tribus rebelles des Iceni et des Trinovantes conduits par la reine Boadicée. Il dut se retirer avec la cavalerie de sa légion dans un camp retranché, mais il n'en perdit pas moins toute son infanterie. Le gouverneur Suetonius Paulinus réussit enfin à briser l'insurrection. Pour Petillius Cerealis, cette défaite signifiait un retard de sa carrière. Il ne put revêtir le consulat que près de dix ans plus tard.
En tant que membre de la famille de Vespasien, Vitellius fit de lui son otage pendant l'année des quatre empereurs en 69. Cerialis réussit à s'enfuir, et il fut lors de la conquête de Rome au profit de Vespasien, un des chefs de la cavalerie. Ce succès et la confiance de son parent lui assurèrent au début de 70 le commandement des forces armées de la province de Germanie inférieure. Une fois de plus, Cerialis dut faire face à une révolte locale, cette fois de la rébellion batave, au cours de laquelle les tribus locales, conduites par Iulius Civilis, un noble romanisé, assiégèrent deux légions romaines dans le double camp de légionnaires de Vetera (près de l'actuel Xanten). Là encore il remporta la victoire. Cérialis aurait refusé de se joindre à une rébellion de Domitien contre son propre père, Vespasien.
C'est probablement en l'an 70 qu'il devint pour la première fois consul suffect.
En 71, il fut nommé gouverneur de Bretagne ; Cnaeus Julius Agricola servit sous ses ordres en tant que commandant de la Legio XX Valeria Victrix. À cette occasion Cerialis combattit contre les Brigantes, une tribu du nord de l'actuelle Angleterre. En l'an 74, il quitta la Bretagne pour commencer en mai son deuxième consulat à Rome (comme consul suffect) avec comme collègue Titus Clodius Eprius Marcellus.
Selon Tacite, c'était plus un brave soldat qu'un général prudent et, pour un but déterminé, il préférait jouer le tout sur une seule carte. Il avait une éloquence naturelle, qui entraînait tout de suite ses soldats. Sa loyauté envers ses supérieurs était inébranlable.
Son frère (ou peut-être son fils) Quintus Petillius Rufus, est consul en 83 avec Domitien, son fils Caius Petillius Firmus a, sous Vespasien, la charge de tribun militaire.

## Source de traduction
- (de) Cet article est partiellement ou en totalité issu de l’article de Wikipédia en allemand intitulé « Petilius Cerialis » (voir la liste des auteurs).